# 英也尔乡 (墨玉县)
英也尔乡，是中华人民共和国新疆维吾尔自治区和田地區墨玉县下辖的一个乡镇级行政单位。

## 行政区划
英也尔乡下辖以下地区：
阿克吾斯塘村、加纳尼村、喀拉巴格村、库木亚依拉克村、阔依克艾格勒村、阔什阔尕其村、米力克阿瓦提村、塞克孜帕其村、斯亚巴格村、苏库鲁克村、依玛木艾斯开尔村和英也尔村。